# Zaw Min Tun
Zaw Min Tun (tiếng Miến Điện: ဇော်မင်းထွန်း; sinh ngày 20 tháng 5 năm 1992) là một cầu thủ bóng đá người Myanmar và là hậu vệ của đội tuyển bóng đá quốc gia Myanmar. Anh đã từng cùng đội tuyển U-23 Myanmar giành huy chương đồng tại Sea Games 2011. 
Ngày 14 tháng 12 năm 2012, Tun rời Magway để gia nhập Yadanarbon với mức giá 120 triệu Kyat ($140,350). Anh từng giành vị trí thứ hai cho giải thưởng cầu thủ xuất sắc nhất của giải MNL 2013.

## Sự nghiệp
Tun hiện tại đang chơi cho Yangon United.

### Bàn thắng quốc tế
Bàn thắng và kết quả của Myanmar được để trước.
| #  | Ngày                 | Địa điểm                                         | Đối thủ    | Bàn thắng | Kết quả | Giải đấu                 |
| -- | -------------------- | ------------------------------------------------ | ---------- | --------- | ------- | ------------------------ |
| 1. | 11 tháng 6 năm 2015  | Sân vận động Quốc gia Lào mới, Viêng Chăn, Lào   | Lào        | 1–0       | 2–2     | Vòng loại World Cup 2018 |
| 2. | 23 tháng 11 năm 2016 | Sân vận động Thuwunna, Yangon, Myanmar           | Campuchia  | 1–1       | 3–1     | AFF Cup 2016             |
| 3. | 23 tháng 11 năm 2016 | Sân vận động Thuwunna, Yangon, Myanmar           | Campuchia  | 2–1       | 3–1     | AFF Cup 2016             |
| 4. | 9 tháng 11 năm 2017  | Sân vận động Olympic, Phnôm Pênh, Campuchia      | Campuchia  | 1–0       | 2–1     | Giao hữu                 |
| 5. | 30 tháng 8 năm 2018  | Trung tâm bóng đá quốc gia, Hương Hà, Trung Quốc | Trung Quốc | 1–4       | 1–4     | Giao hữu                 |

## Danh hiệu

### Đội tuyển quốc gia
- Cúp Hòa bình Philippines (1): 2014

### Câu lạc bộ
Yadanarbon
- Myanmar National League (1): 2014

Yangon United
- Myanmar National League (1): 2015